# Dositeu de Constantinopla
Dositeu de Constantinopla (em grego: Δοσίθεος από Ιεροσολύμων) foi o patriarca grego ortodoxo de Jerusalém desde antes de 1187 até 1189 e o patriarca grego ortodoxo de Constantinopla de 1189 a 1191.

## Vida e obras
Dositeu, que já era patriarca grego ortodoxo de Jerusalém antes de 1187, era amigo pessoal do imperador Isaac II Ângelo e, por conta disso, foi nomeado patriarca ecumênico de Constantinopla em fevereiro de 1189 depois da deposição de Nicetas II Muntanes. Contudo, ele conseguiu se manter no posto por apenas nove dias antes de ter que ceder sua posição para Leão II Theotokites.
Ele foi novamente alçado ao posto no final de setembro ou início de outubro de 1189. Os bispos, liderados por Teodósio IV, patriarca grego ortodoxo de Antioquia, que aspirava ao posto, declararam inválida sua eleição. Apesar do apoio do imperador e de ter antes cedido sua posição em Jerusalém para Marcos II (III), Dositeu foi obrigado a abdicar frente aos protestos do clero e do povo em 10 de setembro de 1191 e reassumiu o patriarcado em Jerusalém.